# サンアソウ目
サンアソウ目（Restionales）は、被子植物の目である。クロンキスト体系では、ツユクサ亜綱の下位クラスである。

## 分類

### APG植物分類体系
APG植物分類体系では、イネ目に含まれサンアソウ目の名称は使わない。

### クロンキスト体系
クロンキスト体系ではツユクサ亜綱の中にあり、4科を含む。
- 被子植物門 Magnoliophyta
  - 単子葉植物綱  Liliopsida
    - ツユクサ亜綱 Commelinidae
      - サンアソウ目 Restionales
        - トウツルモドキ科 Flagellariaceae
        - ジョインビレア科  Joinvilleaceae
        - サンアソウ科 Restionaceae
        - カツマダソウ科 Centrolepidaceae

### 新エングラー体系
新エングラー体系では、ツユクサ目に含まれサンアソウ目の名称は使わない。